# Światowy Dzień Krwiodawcy
Światowy Dzień Krwiodawcy, ang. World Blood Donor Day – święto dedykowane dawcom krwi, obchodzone corocznie 14 czerwca w dzień urodzin Karla Landsteinera, który w 1901 odkrył grupy krwi, za co w roku 1930 otrzymał nagrodę Nobla.
Święto zostało ustanowione 14 czerwca 2004 roku przez Światową Organizację Zdrowia (WHO), Międzynarodowy Ruch Czerwonego Krzyża i Czerwonego Półksiężyca (IFRC), Międzynarodową Federację Organizacji Krwiodawców oraz Międzynarodowe Towarzystwo Transfuzjologiczne.
Hasłem obchodów 2012 było: Każdy dawca krwi jest bohaterem.